# Kirchenruine Dolgelin

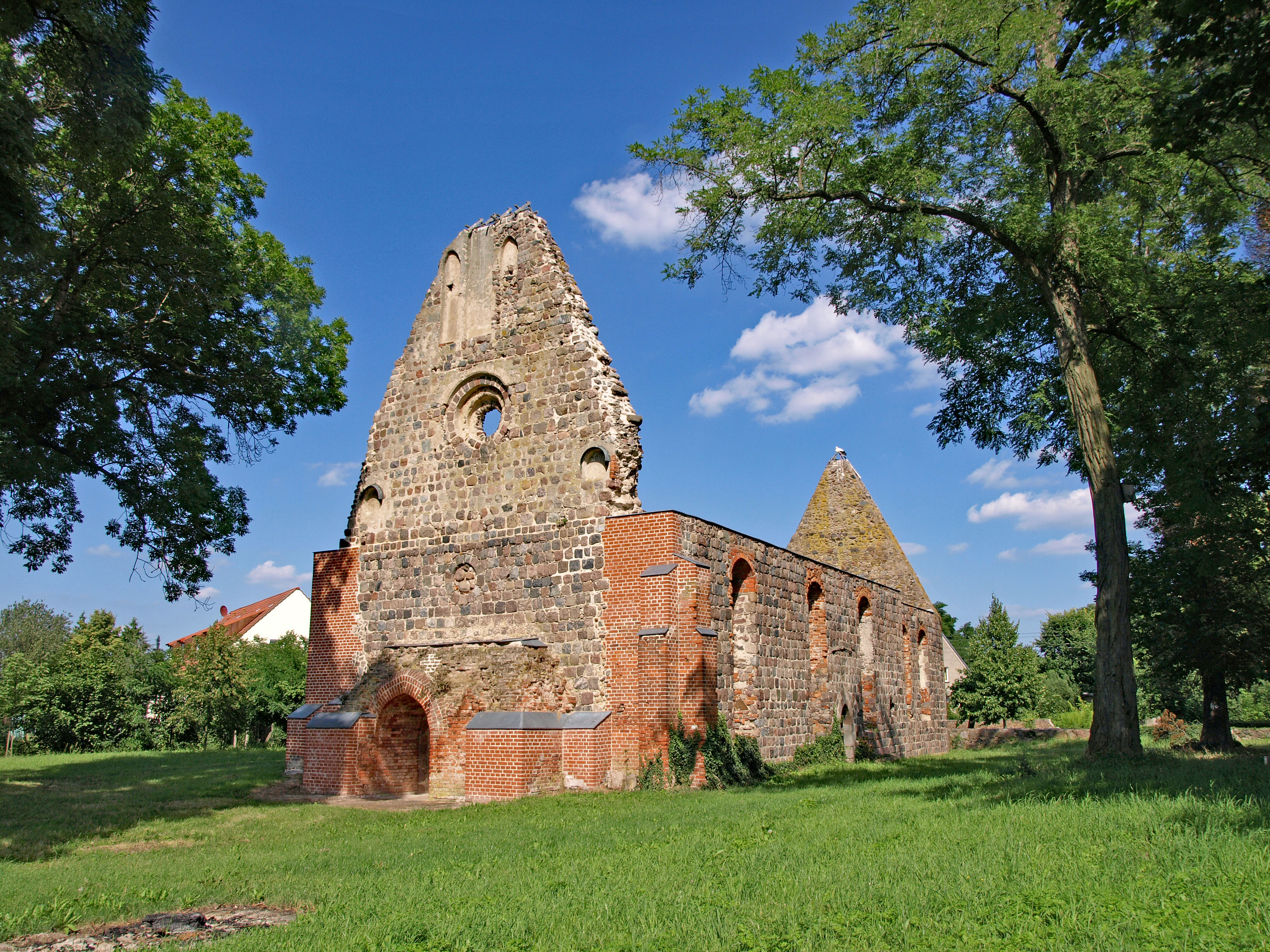
Kirchenruine Dolgelin, 2016

Die evangelische Kirchenruine Dolgelin (offizielle Bezeichnung in der Landesdenkmalliste: Ruine der Dorfkirche mit mittelalterlichen Putzritzzeichnungen) war eine Feldsteinkirche aus der Zeit um 1300 in Dolgelin, einem Ortsteil der Gemeinde Lindendorf im Landkreis Märkisch-Oderland im Land Brandenburg. Sie gehört zum Kirchenkreis Oderland-Spree der Evangelischen Kirche Berlin-Brandenburg-schlesische Oberlausitz.

## Lage
Die Alte Poststraße führt von Westen kommend in nordöstlicher Richtung durch den Ort und stellt eine Verbindung mit der Bundesstraße 167 her, die von Nordwesten kommend in südöstlicher Richtung den Ort passiert. Nördlich der Alten Poststraße besteht mit der Maxim-Gorki-Straße eine weitere Verbindung zur B 167. Die Kirche steht auf einer Fläche zwischen den beiden Straßen auf einem Grundstück, das nicht eingefriedet ist.

## Geschichte
Dolgelin wurde 1321 erstmals in einer Verkaufsurkunde einer Mühle urkundlich erwähnt. Vermutlich unter dem Einfluss des Templerordens, später des Johanniterordens entstand um 1300 eine Feldsteinkirche. Sie errichteten einen einschiffigen Sakralbau mit eingezogenem Chor. Eine dendrochronologische Untersuchung an einem Balken ergab, dass er aus dem Jahr 1304 stammt. Im 16. Jahrhundert errichteten Handwerker eine Sakristei, von der im 21. Jahrhundert jedoch nur noch Fundamentreste vorhanden sind. Ebenfalls im 16. Jahrhundert wurde die Kirche um einen Kirchturm erweitert, der Ende des 19. Jahrhunderts baufällig geworden war: 1867 stürzte eine Ecke des Turms ein. 1870 errichtete die Kirchengemeinde aus rötlichen Mauersteinen in neogotischen Formen einen neuen Turm. In ihm hing eine Glocke aus Bronze, die bereits 1500 als Stiftung derer von Schlieben in die Kirche kam. Im Zweiten Weltkrieg wurde das Bauwerk am 16. und 17. April 1945 zwar ebenfalls stark beschädigt; Turm und Dach blieben jedoch erhalten. Die Kirchengemeinde konnte noch bis 1946 ihren Gottesdienst in dem Bauwerk feiern. Im gleichen Jahr erlaubte der Ortsbürgermeister, Teile des Dachs abzunehmen, um damit Wohngebäude auszubessern. Dies führte schließlich zum Einsturz des Dachstuhls. Die Kirchenausstattung ging bis auf eine Fünte verloren; die Kirchenbücher wurden verbrannt. Die Kirchengemeinde beschaffte im Jahr 1957 zwei Hartguss-Glocken und hängte sie in einem Glockenstuhl am Pfarrhaus auf. Am 25. März 1965 wurde der Kirchturm gesprengt. Der Schutt wurde erst 1988 weggeräumt.
Nach der Wende gründete sich 2002 ein Förderverein, der den weiteren Verfall des Bauwerks stoppte. Bei Grabungen im Jahr 2000 wurden die Nachweise eines kleinen Vorgängerbaus entdeckt. Das Gelände wurde geräumt und mit der Sanierung des Bauwerks begonnen. 2013 waren die Mauern neu verfugt und die Mauerkrone abgedeckt. Die Turmpfeiler wurden auf eine gleiche Höhe aufgemauert; ebenso wurde der Eingangsbogen aufgemauert. Durch den Förderverein „Dorfkirche Dolgelin e.V.“ wurde in etwa die Hälfte der Bausumme bereitgestellt. Ein Viertel davon stellte eine Windkraftfirma in Form eines Sponsoringvertrages zur Verfügung. Der übrige Teil des Geldes stammte aus dem Pfarrsprengel und der Kreiskirche. Am 1. Juni 2018 konnte das Richtfest gefeiert werden und schließlich bis zum 25. Mai 2019 ein neues Kirchendach errichtet werden.

## Baubeschreibung
Das Bauwerk wurde im Wesentlichen aus Feldsteinen errichtet, die sorgfältig behauen und lagig geschichtet wurden. Der Chor hatte einen rechteckigen Grundriss und war gegenüber dem Schiff eingezogen. Bei Ausbesserungsarbeiten nutzten Handwerker vornehmlich rötlichen Mauerstein. Nach der Sprengung des Turms kamen am Giebel ein Rundfenster mit zweifach gestuftem Gewände sowie zwei seitliche kreisförmige Blenden, die mit Kalkputz versehen sind, zum Vorschein. Darin befinden sich zwei Ritzzeichnungen aus dem 13. Jahrhundert, die in der linken Blende Adalbert von Prag und in der rechten Blende eine gekrönte Gestalt mit Buch und Palmwedel zeigen; möglicherweise ein Symbol für Ecclesia und Synagoge.